# Hüseyin Özkan
Hüseyin Özkan (Argoen, 20 januari 1972) is een voormalig Turks/Russisch judoka. Özkan won de gouden medaille in het halflichtgewicht in Sydney. Zijn beste resultaat op de wereldkampioenschappen was het bereiken van de finale in 1999. In 1993 behaalde hij voor Rusland de zilveren medaille op de Europese kampioenschappen in het extra lichtgewicht. Özkan werd in 1997 voor Turkije Europees kampioen in het half lichtgewicht.

## Resultaten
- Europese kampioenschappen judo 1993 in Athene  in het extra lichtgewicht
- Europese kampioenschappen judo 1997 in Oostende  in het half lichtgewicht
- Europese kampioenschappen judo 1999 in Bratislava  in het half lichtgewicht
- Wereldkampioenschappen judo 1999 in Birmingham  in het half lichtgewicht
- Olympische Zomerspelen 2000 in Sydney  in het half lichtgewicht
- Europese kampioenschappen judo 2002 in Maribor 7e in het half lichtgewicht
- Europese kampioenschappen judo 2003 in Düsseldorf  in het half lichtgewicht
- Wereldkampioenschappen judo 2003 in Osaka 7e in het half lichtgewicht
- Europese kampioenschappen judo 2005 in Rotterdam 7e in het half lichtgewicht

1980: Nikolaj Solodoechin ·
1984: Yoshiyuki Matsuoka ·
1988: Lee Kyung-keun ·
1992: Rogério Sampaio ·
1996: Udo Quellmalz ·
2000: Hüseyin Özkan ·
2004: Masato Uchishiba ·
2008: Masato Uchishiba · 
2012: Lasja Sjavdatoeasjvili · 
2016: Fabio Basile · 
2020: Hifumi Abe · 
2024: Hifumi Abe